# Malá Morava
Malá Morava är en ort i Tjeckien.   Den ligger i regionen Olomouc, i den östra delen av landet, 170 km öster om huvudstaden Prag. Malá Morava ligger 574 meter över havet och antalet invånare är 589.
Terrängen runt Malá Morava är huvudsakligen kuperad, men västerut är den platt. Runt Malá Morava är det glesbefolkat, med 13 invånare per kvadratkilometer. Närmaste större samhälle är Šumperk, 17,8 km sydost om Malá Morava. Omgivningarna runt Malá Morava är en mosaik av jordbruksmark och naturlig växtlighet.